# 松崎朝治

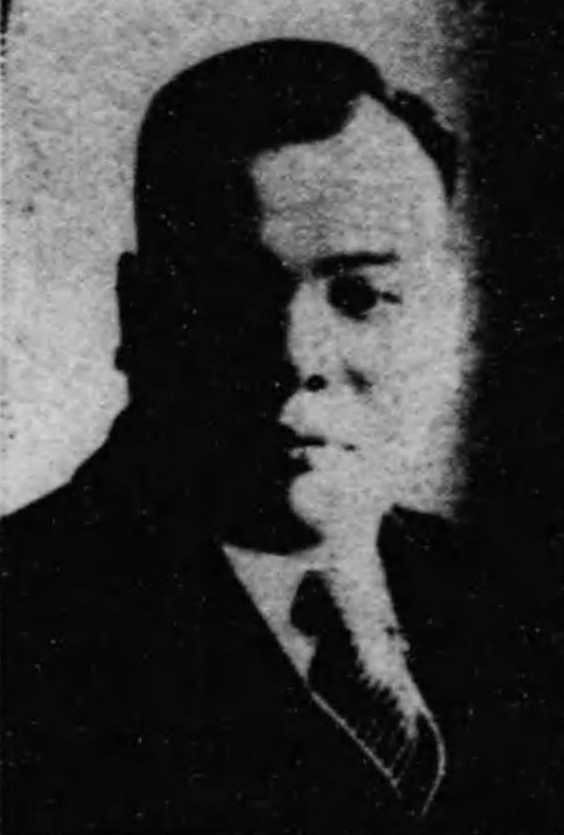
松崎朝治

松崎 朝治（まつざき あさじ、1903年（明治36年）9月10日 - 1964年（昭和39年）3月31日）は、日本の実業家、政治家。衆議院議員。

## 経歴
埼玉県大里郡熊谷町（現:熊谷市）で生まれる。旧制熊谷中学を経て、1925年、早稲田大学政治経済科を卒業した。
その後、松崎製糸社長、埼玉繊維工業社長、丸佐生糸取締役、日本輸出生糸保管監査役、日本製糸協会常任幹事、ジャパン・シルク・アソシエーション理事などを務めた。
1933年、熊谷市の市制施行と同時に市会議員に就任し、同議長も務めた。1947年4月、第23回衆議院議員総選挙で埼玉県第三区から日本自由党所属で出馬して当選。第26回総選挙でも当選し、衆議院議員を通算二期務めた。この間、日本自由党幹事、民主自由党中小企業対策部長などを務めた。